# ژاکلین بوایه
ژاکلین بویر (به انگلیسی: Jacqueline Boyer) (زاده ۲۳ آوریل ۱۹۴۱) خوانندهٔ فرانسوی است.
او در سال ۱۹۶۰ در مسابقه یوروویژن شرکت کرد و برنده شد.